# ياسر حارب
ياسر حارب هو كاتب وإعلامي من إمارة دبي، دولة الإمارت العربية المتحدة. صدر له عدد من المؤلفات الأدبية، منها كتاب «اخلع حذاءك» الذي قدم له الروائي العالمي باولو كويلو. وهو مؤسس مشارك للمنتدى العالمي "منتدى تعزيز السِلم في المجتمعات المسلمة" الذي تحتضنه مدينة أبوظبي سنوياً. والده هو الدكتور سعيد حارب.

## مؤلفاته
نشر ياسر حارب أول مؤلفاته «نحو فكر جديد» عام 2006، ومنذ ذلك الحين توالت أعماله التي منها: «بيكاسو وستاربكس» عام 2011، و«على لسان الطائر الأزرق» عام 2011، و«العبيد الجدد» عام 2013، و«اخلع حذاءك» عام 2015، الذي قدم له الروائي العالمي باولو كويلو.

## اقتباسات
- لا بد أن المجتمع الذي يتنافس أفراده على شراء الكتب يتفوق على المجتمع الذي يتنافس أفراده على شراء الهواتف النقالة.
- إن الحرية لا تهبط إلى مستوى الشعوب بل على الشعوب أن ترتقي إلى مستوى الحرية.
- إذا كانت الحقيقة هي العربة فإن الحلم هو الحصان الذي يجرها.
- فالبسطاء لا ينظرون إلى الأشياء من حولهم نظرة المتملك، ولكنهم ينظرون إليها بنظرة المستمع.

## الكتابة الصحفية
ياسر حارب كاتب مقالات صحفية، يكتب للعديد من الصحف في منطقة الشرق الأوسط منذ عام 2004، في مقدمتها صحيفة «البيان» (الإمارات العربية المتحدة)، صحيفة جلف نيوز (الإمارات العربية المتحدة) ، صحيفة الوسط (مملكة البحرين)، صحيفة الشرق (المملكة العربية السعودية) وجريدة الوطن (جمهورية مصر العربية).

## البرامج التلفزيونية
- قدّم برنامج «ما قل ودل» على قناة دبي،[9][10] وهو برنامج مختص في تطوير الذات والتنمية الشخصية والاجتماعية، وبث في شهر رمضان. يزوّد البرنامج المشاهدين بالأساليب والأدوات العملية لتطوير مهاراتهم، ويهدف إلى تعزيز جوانب التغيير الإيجابي في المجتمع. وقد أذيع برنامج «ما قل ودل» لمدة خمسة مواسم متتالية في منطقة الشرق الأوسط، ويُعرض في العديد من القنوات التلفزيونية وعلى الإنترنت.
- قدم برنامج لحظة، والذي بث في شهر رمضان 2016 على شاشة قناة إم بي سي الفضائية. ثم برنامج «لحظة 2» عام 2017.[11]
- قدم برنامج «حكاية التنوير» على قناة أبو ظبي عام 2018.[12]
- قدم برنامج «أصوات» على قناة MBC1 في شهر رمضان عام 2018.[13]
- قدم برنامج «قصة فكرة» على قناة دبي في رمضان عام 2023.[14]

## المناصب والخبرات العملية
- شغل ياسر حارب عدة مناصب لدى مؤسسة محمد بن راشد آل مكتوم، أبرزها منصبي الرئيس التنفيذي ونائب رئيس الثقافة والتعليم بالإنابة. وشغل قبل ذلك منصب مدير المشاريع الخاصة في المكتب التنفيذي لصاحب السمو الشيخ محمد بن راشد آل مكتوم.
- شغل منصب الأمين العام للمنتدى الاستراتيجي العربي ومدير العمليات في معهد دبي للتنمية البشرية.
- مؤسس مشارك للعديد من البرامج الريادية ذات التأثير الاجتماعي الإيجابي الكبير أبرزها برنامج «تَرجِم» وبرنامج «اكتُب». وقد كان برنامج «تَرجِم» أكبر برنامج للترجمة في العالم العربي عام 2007، وقد أشعل البرنامج جذوة الترجمة في المنطقة وأسهم في ترجمة أكثر من 1000 كتاب إلى اللغة العربية، إضافة إلى تدريب مئات المترجمين العرب وتأسيس العديد من دور النشر المتخصصة في ترجمة الكتب إلى اللغة العربية. كما يُعد برنامج «اكتُب» من أبرز برامج تشجيع وتحفيز المواهب الشابة على الكتابة والتأليف، كي يشقوا طريقهم في عالم الأدب والثقافة.
- عضو في المكتب التنفيذي لـ «مجلس حكماء المسلمين»، الهيئة الدولية التي تضم ثُلة من علماء المسلمين البارزين، والتي تأسست لمواجهة الصراعات والانقسامات في المجتمعات الإسلامية. وقد شارك كذلك في تأسيس "منتدى تعزيز السِلم في المجتمعات المسلمة"، التظاهرة السنوية التي تجمع أبرز المفكرين البارزين من مختلف أنحاء العالم بهدف التوصل لمعالجة الصراعات داخل الأمة الإسلامية، وقد أشاد بالمنتدى الرئيس الأمريكي «أوباما» والأمين العام للأمم المتحدة «بان كي مون».[15]

## المؤهلات العلمية
ياسر حارب حاصل على درجة البكالوريوس في أنظمة المعلومات، وهو خريج من عدة برامج قيادية.
- درجة البكالوريوس في أنظمة المعلومات من جامعة الإمارات العربية المتحدة.[15]
- برنامج محمد بن راشد آل مكتوم لإعداد القادة.
- برنامج «انسياد» للقادة الشباب.
- برنامج «انسياد» لاستراتيجية المحيط الأزرق.